# لويجي برتراند
لويجي برتراند (بالفرنسية: Aloysius Bertrand) (و. 1807 – 1841 م) هو كاتب مسرحي، وصحفي، وشاعر، وكاتب فرنسي، توفي في ديجون، عن عمر يناهز 34 عاماً، بسبب سل.

## روابط خارجية
- لويجي برتراند على موقع الموسوعة البريطانية (الإنجليزية)
- لويجي برتراند على موقع ميوزك برينز (الإنجليزية)